# Sabina Spielrein
Sabina Naftoulovna Spielrein (en russe : Сабина Нафтуловна Шпилрейн), née le 7 novembre 1885 à Rostov-sur-le-Don (Empire russe, aujourd'hui Russie), et morte assassinée le 12 août 1942 dans la même ville (URSS), est une psychiatre et psychanalyste russe. Issue d'une famille de médecins juifs établie en Russie, elle a étudié en Suisse où elle est devenue l'une des premières femmes psychanalystes et une pionnière de cette discipline.
Souffrant d'hystérie pendant ses études à Zurich, elle a été prise en charge à Burghölzli par Carl Gustav Jung, qui était alors disciple et collègue de Sigmund Freud. Spielrein est connue pour avoir eu avec son analyste une relation ambiguë, à laquelle s'est mêlée la relation complexe (de collaboration divergente puis de franche hostilité) entre Freud et Jung. Cette relation triangulaire a fait l'objet de plusieurs études à partir de la fin du XXe siècle, avant d'inspirer le théâtre et le cinéma.
Jung s'étant éloigné d'elle ainsi que de son ancien maître, Sabina Spielrein s'est par la suite ralliée à Freud. Ce dernier s'est appuyé sur la relation étrange dont il a été témoin entre Spielrein et Jung pour enrichir sa théorisation du phénomène du transfert, et s'est inspiré de la notion inventée par Spielrein de « pulsion destructive et sadique » pour créer sa théorie de la « pulsion de mort ». Elle a notamment été l'analyste de Jean Piaget.
Partie exercer dans sa ville natale, elle y est tuée avec ses deux filles par les nazis durant le massacre de Zmievskaïa Balka.

## Biographie

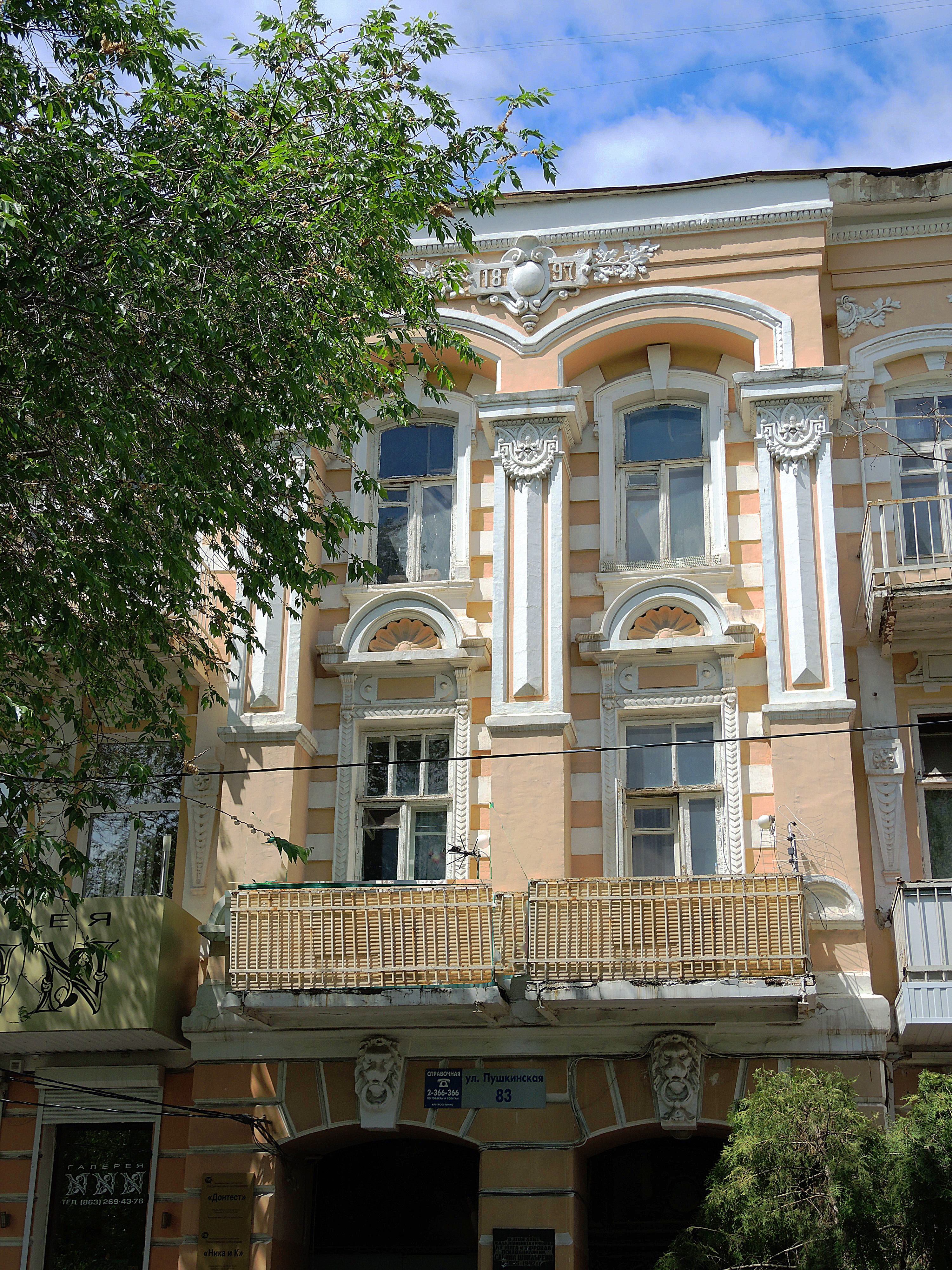
Hôtel particulier des Spielrein à Rostov.

Née en 1885 à Rostov-sur-le-Don dans une famille juive russe, Sabina Spielrein est la fille de Nikolaï Spielrein, médecin, et d'Eva née Lublinskaïa, dentiste.

### Relation avec Jung

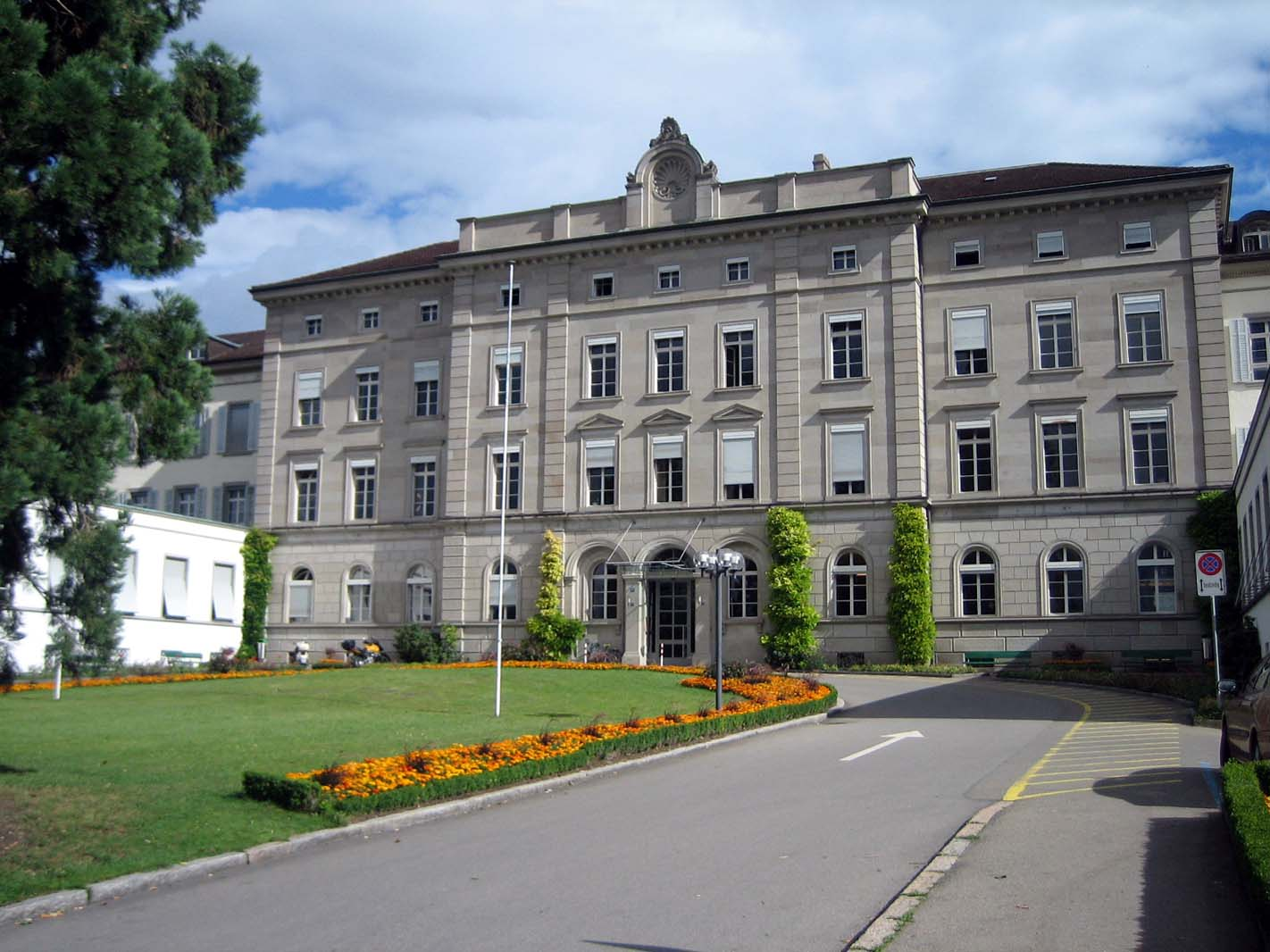
Entrée de la clinique psychiatrique de Burghölzli, où Sabina Spielrein entre en 1905 pour faire traiter son hystérie.

En 1904, âgée de 19 ans, elle se rend à Zürich en Suisse, pour y soigner un grave état hystérique. Carl Gustav Jung la prend en traitement à la clinique psychiatrique du Burghölzli. Il sera son médecin, son psychanalyste et son confident.
La relation entre Sabina Spielrein et Jung connaît deux phases : une première phase au cours de laquelle Jung s'emploie à soigner sa patiente – et y réussit, si l'on en juge par la carrière ultérieure que fit Sabina Spielrein comme psychanalyste ; une seconde phase où ils maintiennent entre eux ce que Jung dénomme encore une « analyse freudienne », et qui semble leur avoir fait expérimenter une relation complexe proche de la folie à deux. En effet, dans un contexte plus ou moins érotomaniaque où Jung paraît lui-même ambigu, Sabina Spielrein proclame qu'elle « sait bien » que Jung est amoureux d'elle, même s'il n'en est pas conscient, et veut le persuader de lui faire un enfant.

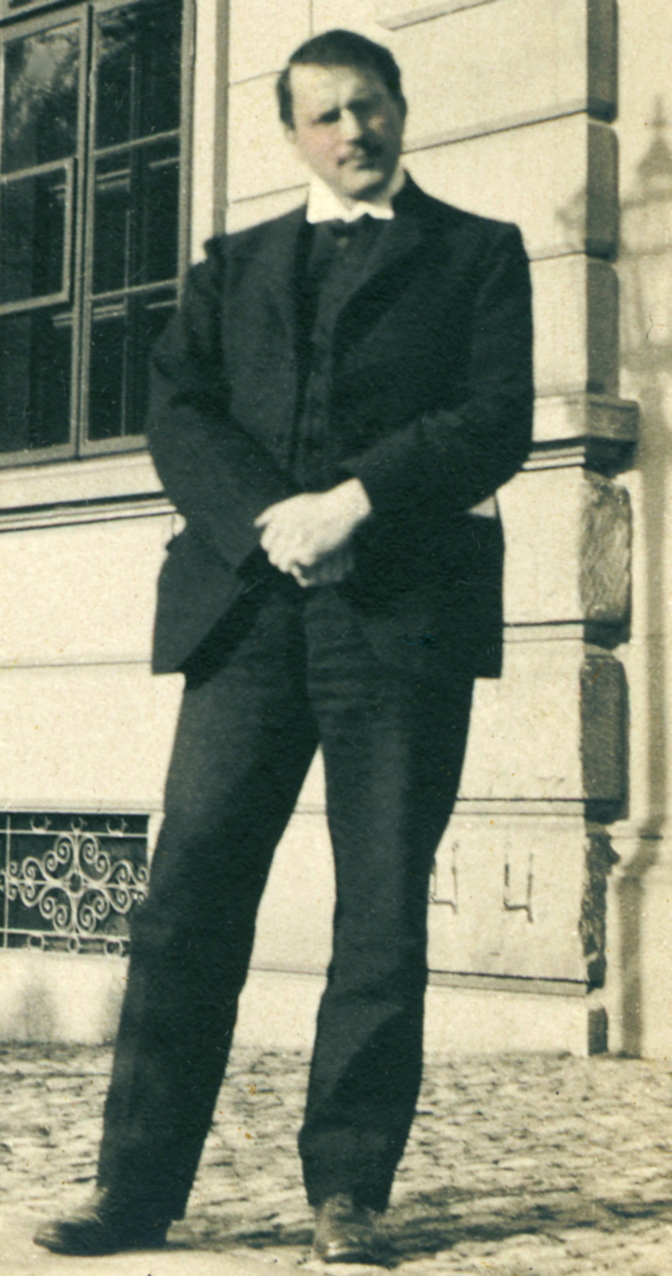
Carl Gustav Jung, 1910.

Devant la tension croissante de la situation, redoutant d'être contraint au divorce, Jung intervient auprès de la mère de Sabina Spielrein en la priant d'éloigner sa fille du fait des avances de cette dernière. Il se confie également à Freud ; dans une lettre de 1909, il lui parle d'un « vilain scandale » que lui fait une patiente qu'il a « autrefois tirée d'une très grave névrose avec un immense dévouement », et qui a « déçu [son] amitié et [sa] confiance de la manière la plus blessante que l'on puisse imaginer ».

De son côté, cherchant à infléchir le comportement de Jung, Sabina Spielrein contacte également Freud (qui voit, en même temps que les deux autres, se tourner vers lui l'épouse de Jung, désemparée). Dans une lettre datée du 30 mai 1909, Sabina Spielrein explique à Freud : 

« Deux composantes très puissantes luttent en moi : d'un côté l'orgueil blessé exige que je vous fasse comprendre ce que j'étais pour [Jung], et je possède à ce titre de nombreuses lettres de lui qui sont relativement claires ; d'un autre côté, vous voyez bien que je n'ai pu vous citer la moindre lettre où il m'appelle autrement que du nom d'amie. »

 Freud écrit à Jung un développement sur les risques du métier : ceux d' « être calomniés et roussis au feu de l'amour avec lequel nous opérons. » Jung se défend avec force du soupçon qu'il a cru lire chez Freud : « Je n'ai vraiment jamais eu de maîtresse, je suis le mari le plus inoffensif qu'on puisse imaginer. »

Apprenant que Sabina Spielrein a contacté Freud, Jung finit par la nommer, et détaille plus avant les raisons de ses difficultés avec elle. D'après lui, Sabina Spielrein a projeté sur lui la figure du sauveur et de l'amant, mais il n'accepte pas que l'on puisse parler de relation adultérine : 

« S. Spielrein est précisément la personne dont je vous ai parlé […] Elle a été pour moi mon cas psychanalytique d'apprentissage, et c'est pourquoi je lui ai gardé une reconnaissance et une affection particulières. Comme je savais par expérience qu'elle rechutait immédiatement dès que je lui refusais mon assistance, la relation s'est étendue sur plusieurs années et je me suis finalement senti presque obligé moralement de lui accorder largement mon amitié ; jusqu'au jour où j'ai vu qu'un rouage avait été par là involontairement mis en mouvement, raison pour laquelle j'ai enfin rompu. Elle avait naturellement projeté de me séduire, ce que je tenais pour inopportun. Maintenant, elle cherche vengeance. Elle a récemment répandu sur moi la rumeur que je divorcerai sous peu pour une certaine étudiante […] Elle est comme Gross, un cas de lutte contre le père, et j'ai voulu par tous les diables la guérir avec tant de quintaux de patience que j'ai même abusé de l'amitié à cette fin […] Maintenant naturellement, toute la magie est claire à mes yeux. Dans toutes ces affaires, les idées de Gross ont un peu trop hanté mon esprit […] Gross et Spielrein sont d'amères expériences. Je n'ai accordé mon amitié à aucun de mes patients dans une telle mesure, et chez aucun je n'ai récolté pareille peine,. »

Freud s'inspire par la suite de cette relation complexe pour théoriser les phénomènes croisés du transfert et du contre-transfert. S'ensuit son voyage aux États-Unis avec Jung, qui scelle leurs divergences théoriques. Par la suite, Sabina Spielrein se rallie à Freud. Elle épouse en 1912 le Dr Scheftel, à l'occasion de quoi Freud lui confiera : 

« Vous voici mariée, ce qui signifie pour moi que vous êtes à moitié guérie de votre attachement névrotique à Jung. »

Mais Sabina Spielrein reste amoureuse de Jung, et elle tente de réconcilier leurs doctrines, s'attirant l'hostilité de chacun. Le 8 mai 1913, Freud, qui voit désormais en Jung en ennemi, écrit à Sabina Spielrein : 

« Je crois que vous aimez encore le Dr Jung, d'autant plus puissamment que vous n'avez pas mis en lumière la haine que vous lui portez. »

### Voyages et carrière
Sabina Spielrein vit ensuite à Zurich, Lausanne et Genève où elle est l'analyste notamment de Jean Piaget.
Mariée à un médecin russe et juif, Pavel Naoumovitch Scheftel, et mère de deux filles, elle repart en Russie – devenue URSS – en 1923 où, l'année suivante, elle adhère à l'Association psychanalytique russe. La même année, elle retourne à Rostov-sur-le-Don rejoindre son père (sa mère étant morte en 1922). Officiellement, elle exerce des fonctions de médecin généraliste, mais en réalité elle s'occupe d'enfants délinquants et difficiles qu'elle traite par la psychanalyse. Son mari ainsi que ses frères, Yan (1887-1938), Isaac (1891-1937) et Émile (1899-1937), meurent durant la Grande Terreur stalinienne.
Au cours de la Seconde Guerre mondiale, le 27 juillet 1942, les Nazis l'arrêtent avec ses deux filles, et elle est fusillée lors du massacre de Zmievskaïa Balka, probablement par l'Einsatzgruppe D.

## Œuvre
Dans ses publications psychanalytiques, Sabina Spielrein s'occupe entre autres des psychoses schizophréniques et des rêves.
Considérée comme une pionnière de la psychanalyse des enfants et de l'analyse du développement enfantin de la psyché, elle est également l'auteure de plusieurs essais qui font autorité dans le domaine de la psychologie des enfants.
Pour Karen Hall, elle est la première à développer la thèse selon laquelle la pulsion sexuelle est constituée de deux composantes contradictoires, thèse qui fut reprise par Sigmund Freud. Jacques Sédat montre en effet que dans son texte de 1912, « La destruction comme cause du devenir », elle soulève la question de la destructivité, notion implicitement présente, à propos du fameux jeu du Fort-Da, au chapitre II d'Au-delà du principe de plaisir, où Freud introduit la pulsion de mort. Sédat cite Freud :

« Dans un travail riche de contenu et de pensée mais qui malheureusement ne m’est pas toujours parfaitement clair, Sabina Spielrein a anticipé toute une partie de cette spéculation. Elle caractérise la composante sadique de la pulsion sexuelle comme “destructrice”. »

— Freud, 1920
Sabina Spielrein laisse derrière elle des journaux ainsi qu'une correspondance avec Sigmund Freud et Carl Gustav Jung, maintenant publiés, qui représentent des documents importants des premiers moments de la psychanalyse.

## Écrits de Sabina Spielrein

### En langue allemande
- (de) Sämtliche Schriften, Psychosozial-Verlag, 2008  (ISBN 978-3-89806-880-2)
- (de) Tagebuch und Briefe. Die Frau zwischen Jung und Freud (dir.:Traute Hensch), Gießen, Psychosozial Verlag, 2003  (ISBN 978-3-89806-184-1)

### En langue française
- La Destruction comme cause du devenir, éditions Mofa, 2022 (trad. C.Pflumio),  (ISBN 978-2-9582579-0-3)[11]
- Sabina Spielrein, entre Freud et Jung. Dossier découvert par Aldo Carotenuto et Carlo Trombetta (édition originale sous le titre: Diaro di una segretta simetria, Sabina Spielrein tra Jung e Freud, Astrolabio, Roma, 1980). Édition française de Michel Guibal et Jacques Nobécourt, traduit par Mathilde Armand, Marc B. de Launey et Pierre Rusch, Paris, Aubier Montaigne, 1981 ; réédition 2004  (ISBN 978-2700724370) :
  - « La Destruction comme cause du devenir » (Die Destruktion als Ursache des Werdens, in: Jahrbuch für psychoanalytische und psychopathologische Forschungen, IV. Bd., Leipzig / Wien, 1912) [avec Paul Federn, « Compte rendu de l'article de Sabina S. »]
  - « Le rêve du père Freudenreich » (Zentralblatt, 1913)
  - « La genèse des mots enfantins Papa et Maman » (revue Imago, 1922)
  - « Contribution à la connaissance de l'âme infantile », (Beiträge zur Kenntnis der kindlichen Seele, 1. Mädchenanalyse, in Zentralblatt, 1912, no 3)
  - « Freud à Sabina S — Sabina S. Journal (1909-1910) — Sabina S. à Jung (1909-1911, 1912) »

## Association internationale pour les études Spielrein
L'Association internationale pour les études Spielrein a été créée en 2017 en Pologne. Elle vise à faire progresser la connaissance et la compréhension de Sabina Spielrein, d'encourager et soutenir la recherche et l'érudition en relation avec sa vie et son œuvre et promouvoir l'accès aux documents et documents d'archives pertinents pour les études sur elle.

## Représentations dans l'art

### Littérature
- Karsten Alnaes, Sabina (roman), Paris, Calmann-Lévy, 1996  (ISBN 2702126499)
- Violaine Gelly, La Vie dérobée de Sabina Spielrein, Fayard, 2018, 288 p.  (ISBN 978-2213686967)

### Théâtre
- Sabina de Willy Holtzman, 1996 et Sabina de Snoo Wilson, 1998
- The Talking Cure de Christopher Hampton, avec Ralph Fiennes dans le rôle de Jung, 2003
  - La pièce fut mise en scène en français par Didier Long sous le titre Parole et Guérison, avec Barbara Schulz dans le rôle de Sabina Spielrein et Samuel Le Bihan, 2009

### Films
- Mon nom était Sabina Spielrein (Ich hieß Sabina Spielrein), documentaire d'Élisabeth Márton, 2002
- L'Âme en jeu (Prendimi l'anima) de Roberto Faenza, avec Emilia Fox dans le rôle de Spielrein et Iain Glen dans le rôle de Jung, 2002
- A Dangerous Method de David Cronenberg, 2011, avec Keira Knightley dans le rôle de Spielrein, Michael Fassbender dans le rôle de Jung et Viggo Mortensen dans celui de Freud